# A Star for Two
A Star for Two è un film del 1991 diretto da Jimmy Kaufman.